# 角川エンタテインメント
株式会社角川エンタテインメント（かどかわエンタテインメント、KADOKAWA Entertainment, Inc.）は、角川グループの傘下にあった映像ソフト（主にDVD媒体が中心）の販売を行う会社。

## 概要
同系列の角川書店やアスミック・エース（住商との合弁）から同事業（セル・レンタルの両方）を継承する形で2004年1月に設立された（但し、作品によっては他社との販売委託を行っているものもある）。2004年4月にドリームワークス社製作映画の日本における配給、ビデオ・DVDの販売、出版及びその他商品化等に関する権利の包括供給契約を締結。2005年7月に角川エンタテインメントの分割型新設分割により海外投資管理会社として株式会社角川オーバーシーズを設立。2009年11月1日付で角川映画に吸収合併され解散。

## 主なリリース作品
角川書店発売
- トリニティ・ブラッド（TVアニメシリーズ）
- Canvas2 〜虹色のスケッチ〜（TVアニメシリーズ）
- 涼宮ハルヒの憂鬱（TVアニメシリーズ、販売委託協力：京都アニメーション、クロックワークス（レンタルのみ））
- 機神咆吼デモンベイン
- N・H・Kにようこそ!（TVアニメシリーズ）
- 護くんに女神の祝福を!（TVアニメシリーズ）
- らき☆すた（TVアニメシリーズ、販売委託協力：京都アニメーション、クロックワークス（レンタルのみ））
- 風のスティグマ（TVアニメシリーズ、レンタルのみ販売はクロックワークス）
- ムシウタ（TVアニメシリーズ）
- レンタルマギカ（TVアニメシリーズ）
- ご愁傷さま二ノ宮くん（TVアニメシリーズ）
- H2O -FOOTPRINTS IN THE SAND-（TVアニメシリーズ）
- キディ・グレイド（TVアニメDVD-BOX、単巻DVDの販売はアトラス）
- 我が家のお稲荷さま。（TVアニメシリーズ）
- 純情ロマンチカシリーズ（TVアニメシリーズ）
- ストライクウィッチーズ（TVアニメシリーズ）
- 喰霊-零-（TVアニメシリーズ）
- 鋼殻のレギオス（TVアニメシリーズ）
- シャングリ・ラ（TVアニメシリーズ）

角川映画発売
- ポストペットモモ便

角川エンタテインメント発売
- シュレックシリーズ（3Dアニメ映画シリーズ（洋画））
- カンフー・パンダ

アスミック・エース エンタテインメント発売
- 真夜中の弥次さん喜多さん（実写映画（邦画））
- カルメン・エレクトラのセクシー・ボディ・レッスン（（洋画）、MTV JAPANと共同提供）
- ノイタミナ（CX系深夜アニメ枠、フジテレビジョンと共同）
- 鉄コン筋クリート（レンタル版のみ販売、小学館、アニプレックスと共同）
  - ハチミツとクローバー（アニメ）
  - 怪 〜ayakashi〜（同上）
  - 獣王星（同上）
  - ハチミツとクローバーII（同上）
  - 働きマン（同上）
  - のだめカンタービレ（同上）
  - モノノ怪（同上）
  - もやしもん（同上）
  - 墓場鬼太郎（同上）
  - 図書館戦争（同上）
  - 西洋骨董洋菓子店 〜アンティーク〜（同上）
  - のだめカンタービレ 巴里編（同上）
  - 源氏物語千年紀 Genji（同上）
  - 東のエデン（同上）